# Зырянский район
Зыря́нский район — административно-территориальная единица (район) и муниципальное образование (муниципальный район) в Томской области России
Расположен в юго-восточной части области, на границе с Кемеровской областью.
Административный центр — село Зырянское, население — 11 306 чел. (2021).

## География
Крупные реки: Чулым, Яя, Кия, Четь.

## История
Район образован 25 июля 1924 года. С 1925 по 1930 — в составе Сибирского края РСФСР (Томский округ). 
С 1930 по 1937 — в составе Западно-Сибирского края РСФСР. С 1937 по 1943 гг. входил в Новосибирскую область. С 1943 по 1944 входил в состав территории вновь образованной Кемеровской области. С августа 1944 года входит в состав Томской области.

## Население
| 2002    | 2007    | 2008    | 2009    | 2010    | 2011    |
| ------- | ------- | ------- | ------- | ------- | ------- |
| 16 052  | ↘15 200 | ↘15 100 | ↘14 934 | ↘13 179 | ↗13 205 |
| 2012    | 2013    | 2014    | 2015    | 2016    | 2017    |
| ↘12 942 | ↘12 885 | ↘12 612 | ↘12 346 | ↘12 085 | ↘11 942 |
| 2018    | 2019    | 2020    | 2021    |         |         |
| ↘11 714 | ↘11 416 | ↘11 223 | ↗11 306 |         |         |

## Муниципально-территориальное устройство
В муниципальный район входят 5 муниципальных образований со статусом сельских поселений.
| № | Муниципальное образование       | Административный центр | Количество населённых пунктов | Население (чел.) | Площадь (км²) |
| - | ------------------------------- | ---------------------- | ----------------------------- | ---------------- | ------------- |
| 1 | Высоковское сельское поселение  | село Высокое           | 4                             | ↘850             | 313,99        |
| 2 | Дубровское сельское поселение   | село Дубровка          | 4                             | ↘469             | 389,36        |
| 3 | Зырянское сельское поселение    | село Зырянское         | 7                             | ↗8003            | 803,62        |
| 4 | Михайловское сельское поселение | село Михайловка        | 6                             | ↘982             | 2070,18       |
| 5 | Чердатское сельское поселение   | село Чердаты           | 4                             | ↘1002            | 388,87        |

### Населённые пункты
В Зырянском районе 25 населённых пунктов.
| №  | Населённый пункт | Тип     | Население | Муниципальное образование       |
| -- | ---------------- | ------- | --------- | ------------------------------- |
| 1  | Беловодовка      | село    | ↘210      | Высоковское сельское поселение  |
| 2  | Берлинка         | село    | ↗612      | Зырянское сельское поселение    |
| 3  | Богословка       | село    | ↘495      | Зырянское сельское поселение    |
| 4  | Вамболы          | село    | ↘130      | Михайловское сельское поселение |
| 5  | Васильевка       | посёлок | ↗4        | Дубровское сельское поселение   |
| 6  | Высокое          | село    | ↘458      | Высоковское сельское поселение  |
| 7  | Гагарино         | село    | ↘177      | Михайловское сельское поселение |
| 8  | Громышевка       | село    | ↘144      | Дубровское сельское поселение   |
| 9  | Дубровка         | село    | ↘235      | Дубровское сельское поселение   |
| 10 | Зырянское        | село    | ↗5246     | Зырянское сельское поселение    |
| 11 | Иловка           | село    | ↘311      | Чердатское сельское поселение   |
| 12 | Красноярка       | село    | ↘165      | Зырянское сельское поселение    |
| 13 | Кучуково         | посёлок | ↘45       | Чердатское сельское поселение   |
| 14 | Михайловка       | село    | ↘328      | Михайловское сельское поселение |
| 15 | Мишутино         | село    | ↘86       | Дубровское сельское поселение   |
| 16 | Окунеево         | село    | ↘182      | Михайловское сельское поселение |
| 17 | Причулымский     | посёлок | ↘633      | Зырянское сельское поселение    |
| 18 | Прушинский       | посёлок | ↘29       | Чердатское сельское поселение   |
| 19 | Семёновка        | село    | ↘478      | Зырянское сельское поселение    |
| 20 | Тавлы            | село    | ↘1        | Высоковское сельское поселение  |
| 21 | Туендат          | село    | ↘144      | Михайловское сельское поселение |
| 22 | Тукай            | село    | ↘21       | Михайловское сельское поселение |
| 23 | Цыганово         | село    | ↘374      | Зырянское сельское поселение    |
| 24 | Чердаты          | село    | ↘617      | Чердатское сельское поселение   |
| 25 | Шиняево          | село    | ↘181      | Высоковское сельское поселение  |